# Nezmožnosti prilagojena leta življenja
Nezmožnosti prilagojena leta življenja (DALY, angl. disability-adjusted life year) so merilo za celotno breme bolezni, izraženo kot število izgubljenih let zaradi slabega zdravja, invalidnosti ali prezgodnje smrti. Razvili so ga leta 1990 kot merilo za primerjave med dolžino zdravega življenja in pričakovano življenjsko dobo v različnih državah.
DALY se vse bolj pogosto uporablja na področju javnega zdravja in pri ocene vplivov na zdravje (HIA). DALY razširja pojem let, izgubljenih zaradi prezgodnje smrti ... na enakovredna leta 'zdravega' življenja, izgubljena zaradi slabega zdravja ali invalidnosti. Tako sta umrljivost in obolevnost so združeni v eno samo, poenoteno metriko.
Pogled na breme bolezni s pomočjo DALY lahko razkrije presenetljive stvari o zdravju prebivalstva. Na primer, poročilo WHO 1990 je navedlo, da je 5 izmed 10 najpogostejših vzrokov nezmnožnosti imelo duševne vzroke. Psihična in nevrološka obolenja predstavljajo 28 % vseh v nezmožnosti preživetih let, vendar pa pomenijo samo 1,4 % vseh smrti in 1,1 % izgubljenih let življenja. Če se torej upošteva leta nezmožnosti, imajo psihične motnje, ki tradicionalno ne štejejo med epidemiološke probleme, zelo velik vpliv na prebivalstvo.

## Izračun
Nezmožnosti prirejena leta življenje so merilo za zdravstveno prirejeno življenjsko dobo  (Health Adjusted Life Years - HALY), ki skuša kvantificirati breme populacij zaradi bolezni ali invalidnosti. Merilo je podobno na kvaliteto življenja prirejenim dolžinam življenja, vendar za razliko od HALY  ocene za kvaliteto življenja, ki je v zvezi z zdravjem (health-related quality of life - HRQL), prireja konkretnim primerom bolezni ali invalidnosti. 
Tradicionalno se je bremena bolezni izražalo z merilom Izgubljenih let življenja (Years of Life Lost - YLL) zaradi prezgodnje smrti. Obolenje, zaradi katerega se ni umiralo prej kot običajno, na to merilo ne vpliva, upošteva pa se v Letih življenja z invalidnostjo (Years Lived with Disability - YLD) . DALY je vsota teh dveh mer:
{\displaystyle DALY=YLL+YLD}
DALY temelji na predpostavki, da je za merjenje učinkov kronične bolezni najbolj primerna spremenljivka čas, tako čas, izgubljen zaradi prezgodnje smrti, kot čas, ki ga prizadeta oseba preživi zaradi posledic bolezni. En DALY je tako enak enemu zgubljenemu letu zdravega življenja. 
Kolikšen vpliv ima zdravstveno stanje na prizadeto osebo se imenuje  teža invalidnosti (disability weight - DW).  Odvisna je od bolezni ali invalidnosti in se ne spreminja s starostjo. Za težo invalidnosti so na voljo so tabele, za tisoče bolezni in invalidnosti, od Alzheimerjeve bolezni do izgube prsta, navedene vrednosti DW ocenjujejo stopnjo invalidnosti kot posledice konkretnega zdravstvenega stanja.
Na ravni prebivalstva,  se z DALY merjeno breme bolezni izračunava kot  DALY = YLL + YLD, kjer pomeni YLL leta življenja, izgubljena zaradi smrti,  YLD pa leta življenja s pristono invalidnostjo. YLD se po drugi strani računa kot število let z invalidnostjo, uteženo s stopnjo invalidnosti ali bolezni, po enačbi  povzročil YLD = I x DW x L. V tej formuli:  I  = število incidenc v populaciji, DW = teža invalidnosti za konkretno stanje , in L = povprečno trajanje stanje do remisije ali do smrti (leta). Za YLD obstaja tudi ocena, ki namesto incidence uporablja razširjenost. Prezgodnja smrt se računa po formuli YLL =  N x L, kjer je N = število smrti zaradi stanja, L = standardna pričakovana življenjska doba ob smrti (pričakovana starost - starost ob smrti).
Ker ima prebivalstvo na Japonskem najdaljšo pričakovano življenjsko dobo, se za merilo prezgodnje smrti uporablja japonske statistike. 

### Socialno uteževanje
Bistvena razlika med študijami DALY je uporaba "socialnega uteževanja", po katerem je vrednost vsakega leta življenja je odvisna od starosti. Za to diferencialno obračunavanje časa obstajata dve komponenti: starost uteževanje po starosti in časovno diskontiranje. Ponderiranje na osnovi starosti temelji na teoriji človeškega kapitala. Običajno se leta življenja kot mlada odrasla oseba vrednotijo višje kot leta, preživeta kot otrok ali starejša odrasla oseba, saj gre pri tem za tela z maksimalno produktivnostjo. Tehtanje po starosti je v navzkrižnjem ognju s strani kritikov, ki  se ne strinjajo s prevrednotenjem mladih odraslih na račun otrok in starejših. Nekateri kritizirajo, spet drugi racionalizirajo to vprašanje kot družbeno temo, ki je pomembna s stališča produktivnosti in donosnosti investicije tega sloja v vzgojo otrok. Tehtanje po starosti pomeni, da je izguba DALY (breme bolezni) večja pri osebi, ki je pri starosti 30 let doživela deset let invalidnosti, kot pri osebi, ki je zaradi iste bolezni ali poškodbe onesposobljena za isto obdobje desetih let pri starosti 70. 
Ta funkcija tehtanja po starosti  nikakor ni splošno rab ljena v študijah HALY, se pa pogosto pogosto uporablja pri DALY. Študije stroškovne učinkovitosti, ki uporabljajo QAL  na primer različne starosti diskontirajo na en in isti način. Ta funkcija tehtanja po starosti se v izračunu DALY uporablja samo za čase, izgubljene zaradi invalidnosti. Leta, izgubljena zaradi prezgodnje smrti, se določajo na podlagi starosti ob smrti in pričakovane življenjske dobe.
Globalno breme bolezni (GBD) po študiji za 2001-2002 šteje  invalidnosti prilagojena let življenja enako za vse starosti, študiji GBD 1990 in GBD 2004 pa sta uporabili formulo
{\displaystyle W=0.1658Ye^{-0.04Y}}
kjer je {\displaystyle Y} je starost in {\displaystyle W} vrednost, dodeljena glede na povprečno vrednost 1. V teh študijah so bodoča leta diskontirana 3 % zaradi pričakovanih bodočih izgub zdravstvenega varstva. Časovno diskontiranje, za razliko od ponderiranja starosti, opisuje prilagoditve, ki se uporabljajo v ekonomskih modelih za časovno komponento.
Učinki prepletanja med pričakovano življenjsko dobo in izgubljenimi leti, diskontiranjem in družbenim tehtanjem so kompleksni, odvisni so od resnosti in trajanja bolezni.  Parametri, uporabljeni v študiji GBD 1990, na primer na splošno dajejo večjo težo smrti pred starostjo 39 kot poznejši smrti, smrt novorojenčka tehta 33 DALY in smrti osebe, stare 5-20, pa okoli 36 DALY.

## Uporaba v ekonomiji
Metodologija ni ekonomsko merilo.   Meri izgube zdravega življenja.  Ne dodeljuje monetarne vrednosti ljudem ali zdravstvenim stanjem, tudi ne meri, koliko ustvarjalnega dela, ali denarja, se zgubi zaradi smrti in bolezni.
Vendar pa so vrednosti HALY, vključno s DALY in QALY, še posebej uporabne kot vodilo pri dodeljevanju zdravstvenih sredstev, saj zagotavljajo skupni imenovalec, na osnovi katerega je mogoče izraziti koristi v smislu DALY ali QALY na enoto denarja. V Gambiji na primer stane konjugirano pnevmokokno cepivo 670 $ za vsak prihranjen DALY.  To število se nato lahko primerja z možnostmi za zdravljenje drugih bolezni, kar omogoča pri investicijah v preprečevanje ali zdravljenje bolezni odločitve, ki so v smislu splošnega zdravja najbolj učinkovite.

## Primeri

### Avstralija
Rak (25,1 / 1.000), bolezni srca (23,8 / 1.000), duševne težave (17,6 / 1.000), nevrološka obolenja (15,7 / 1.000), kronična obolenja dihal (9,4 / 1.000) in diabetes (7,2 / 1.000), so glavni vzroki za izgubvo zdravih let življenja in prezgodnje smrti. Ne glede na to ima Avstralija eno najdaljših pričakovanih življenjskih dob na svetu.

### Afrika
Tedensko poročilo WHO 2013 kaže, da je Zimbabve v tem obodbju bil najbolj prizadet zaradi naslednjih bolezni: tifus, antraks, malarija, navadna driska, dizenterije.

### Pogostnost PTSD
Po cenah iz leta 2004 za 25 najbolj poseljenih držav na svetu  ima posttravmatska stresna motnja (PTSM) na osnovi DALY največ posledic v  azijskih/pacifiških državah in v ZDA  države in Združene države Amerike, kjer je vpliv PTSD najbolj koncentriran.

## Zgodovina in uporaba
Metodo so razvili leta 1990 na univerzi Harvard za Svetovno banko Svetovna zdravstvena organizacija pa je metodo naknadno sprejela leta 1996 kot del poročila Ad hoc odbora za zdravstvene raziskave "Vlaganje v zdravsteni razvoj in raziskave".  DALY sta kot prva, skupaj s WHO in Svetovno banko, zasnovala Murray in Lopez v leta 1990 objavljenem delu, ki je znano kot  študija globalnega bremena bolezni. Dandanes predstavlja ključen koncept, ki ga ki jih je[[Svetovna zdravstvena organizacija OZN v svojih publikacijah uporablja kot globalno breme bolezni.

## Kritike
Čeprav so nekateri DALY kritizirali kot v bistvu ekonomsko merilo proizvodne zmogljivosti prizadetega posameznika, temu ni tako. DALY imajo funkcijo ponderiranja po starosti, katerega racionalizacija je bila ekonomska produktivnost oseb v določeni starosti, vendar mera za z zdravjem povezano kakovost življenja za vse bolezni omogoča določanje uteži invalidnosti (med 0 brez invalidnosti do 1 za 100 % invalidnost). Te uteži ne temeljijo na sposobnosti posameznika za delo, temveč na posledicah, ki jih invalidnost ima na splošno na življenje posameznika. Iz tega razloga je duševne bolezni v študijah bremena bolezni za cel svet najti s 51.840.000 DALY na vodilnih mestih. Na prvem mestu kot vzrok za izgubljene DALY so z 90,48 milijoni s porodi povezane bolezni, ki prizadevajo dojenčke z njih zelo nizko starostno utežjo. Ošpice so na petnajstem mestu z 23.11 milijoni.